# Histoire de Languedoc-Roussillon

## Préhistoire et Protohistoire
Le territoire a connu une occupation humaine dès la Préhistoire. Au paléolithique, des chasseurs fréquentent certains sites, ce qui a été montré avec des découvertes d'outils en pierre qu'ils ont laissés dans ces lieux. La Caune de l'Arago, à Tautavel (dans les Pyrénées-Orientales), a abrité jusqu'à nos jours les restes d'un homme, dit « homme de Tautavel », mort depuis environ 450 000 ans. Entre environ 125 000 ans et 35 000 ans avant nos jours, l'homme de Néandertal est présent dans la région ; s'y installe après lui l'Homo sapiens.

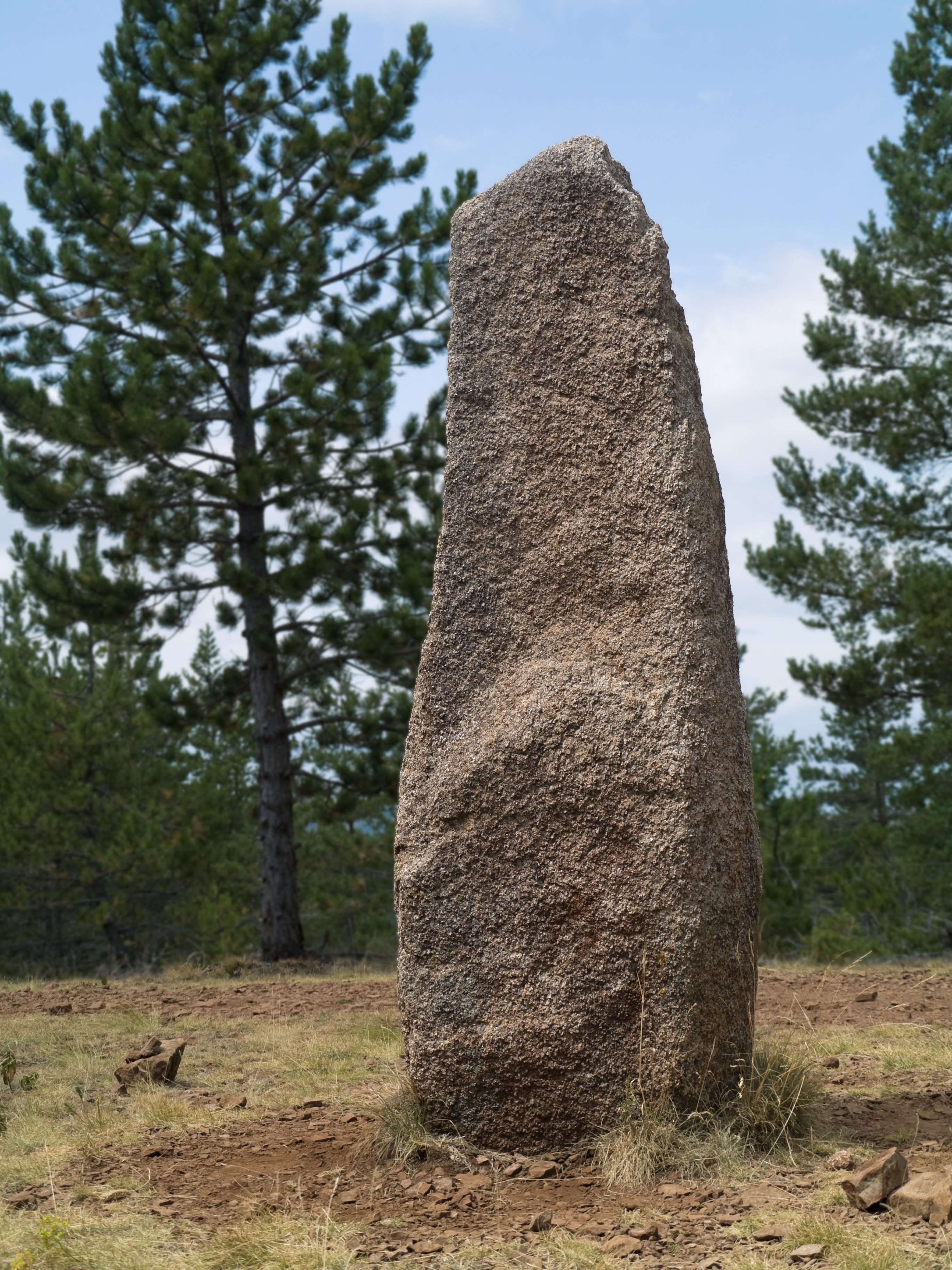
Un des menhirs du site de la Cham des Bondons, en Lozère.

Durant le Ve millénaire avant notre ère, l'élevage et l'agriculture se développent, remplaçant de plus en plus la chasse et la cueillette. Cette « révolution néolithique » s'accompagne de la diffusion des techniques concernant la fabrication de céramique pour conserver et cuire les aliments récoltés, et la fabrication de haches en pierre polie pour défricher des terres. Les habitations se regroupent peu à peu et des constructions de pierre sèche se développent, de plus en plus perfectionnées. Certains lieux en hauteur et avec des accès limités, propices à cet usage, sont fortifiés par des murs. Certains lieux accueillent des mégalithes, aux IVe et IIIe millénaires avant notre ère, comme à Pépieux (Aude) ou sur la Cham des Bondons (Lozère) qui, avec ses 154 menhirs, constitue la deuxième concentration de monuments mégalithiques en Europe après les alignements de Carnac en Bretagne. Des statues-menhirs occupent certaines zones.
Les outils destinés aux travaux de la terre se développent, au IIIe millénaire, par exemple, des araires sommaires existent, le cheval est domestiqué. En plus des matériaux que sont la pierre ou les os, différents minerais sont exploités : l'or, puis le cuivre, qui sert seul ou, plus tard, allié à de l'étain importé de Grande-Bretagne, permet la fabrication d'objets en bronze. Vers 750 avant notre ère, le fer est de plus en plus présent, concurrençant le bronze. En termes de rites funéraires, la civilisation des champs d'urnes est représentée dans les plaines, dans l'ouest de la région, tandis que dans les causses et les garrigues, les populations utilisent encore les tumuli qui forment des tombes collectives.

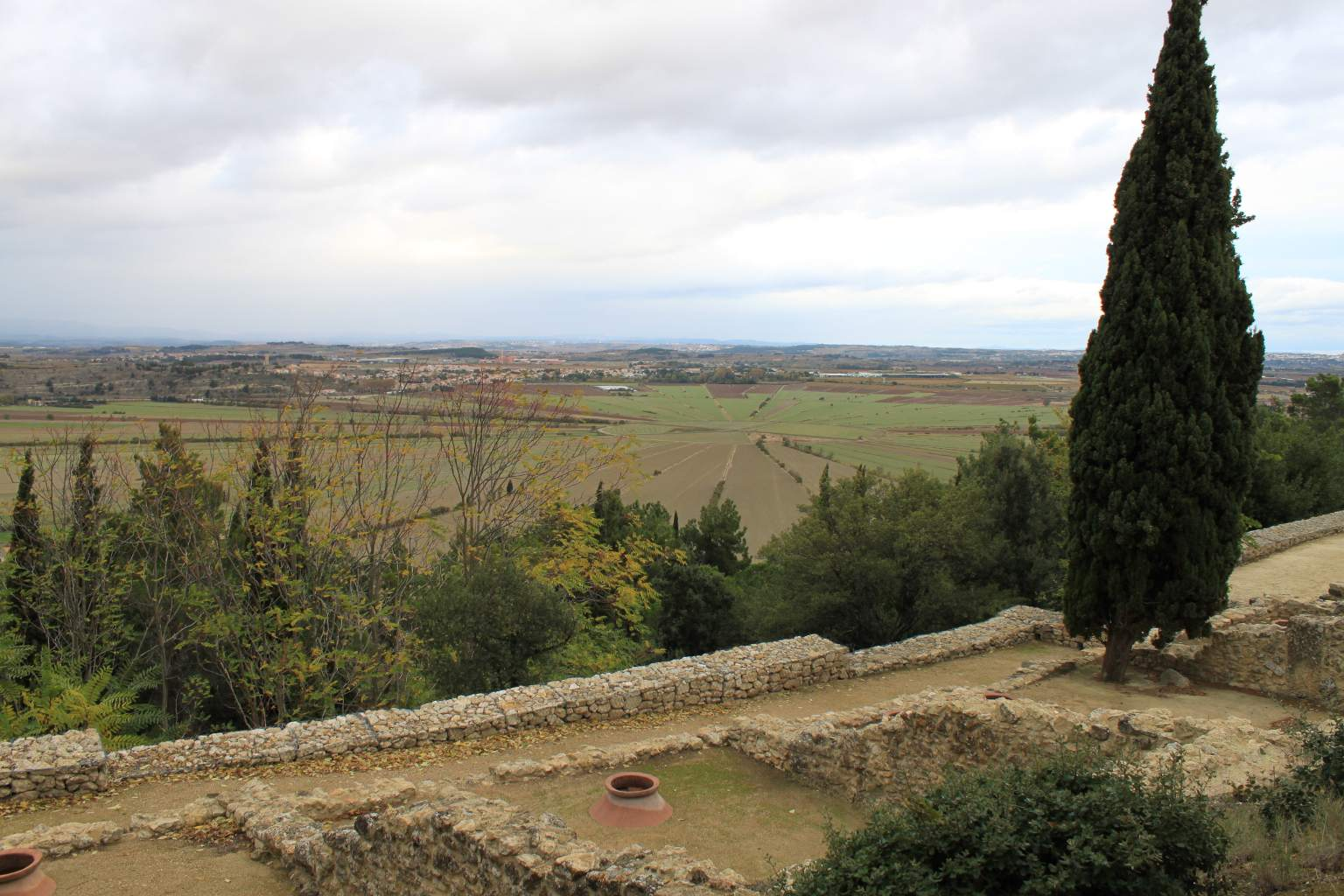
Au premier plan : l'oppidum d'Ensérune ; au second plan : l'étang de Montady.

Les peuplades autochtones installées dans l'espace méditerranéen entre l'Espagne et l'Italie se différencient quelque peu en deux ethnies, notamment à partir du IXe siècle av. J.-C. : à l'ouest les Ibères, à l'est les Ligures, bien qu'elles gardent de nombreux points communs. Ils habitent notamment des sites fortifiés sur des hauteurs, appelés aujourd'hui oppida, et qui sont pour certains les bases de villes actuelles, comme celles de Carcassonne, Narbonne, Collioure. L'un de ces oppidum, qui a pu faire l'objet de fouilles archéologiques, est celui d'Ensérune. L'âge du fer est aussi marqué par un grand brassage de populations, entre autochtones et peuplades venues de Méditerranée.

## Antiquité et Haut Moyen Âge
Un port commercial étrusque est créé vers 500 avant notre ère sur un site nommé par les archéologues Lattara et situé sur le territoire de l'actuelle commune de Lattes (au sud de Montpellier), il est cependant rapidement remplacé par un port commercial grec. Au VIe siècle av. J.-C., le comptoir d'Agathè, qui deviendra Agde, est fondé par les Grecs, à partir de Marseille, qu'ils avaient déjà fondée au VIIe siècle av. J.-C..

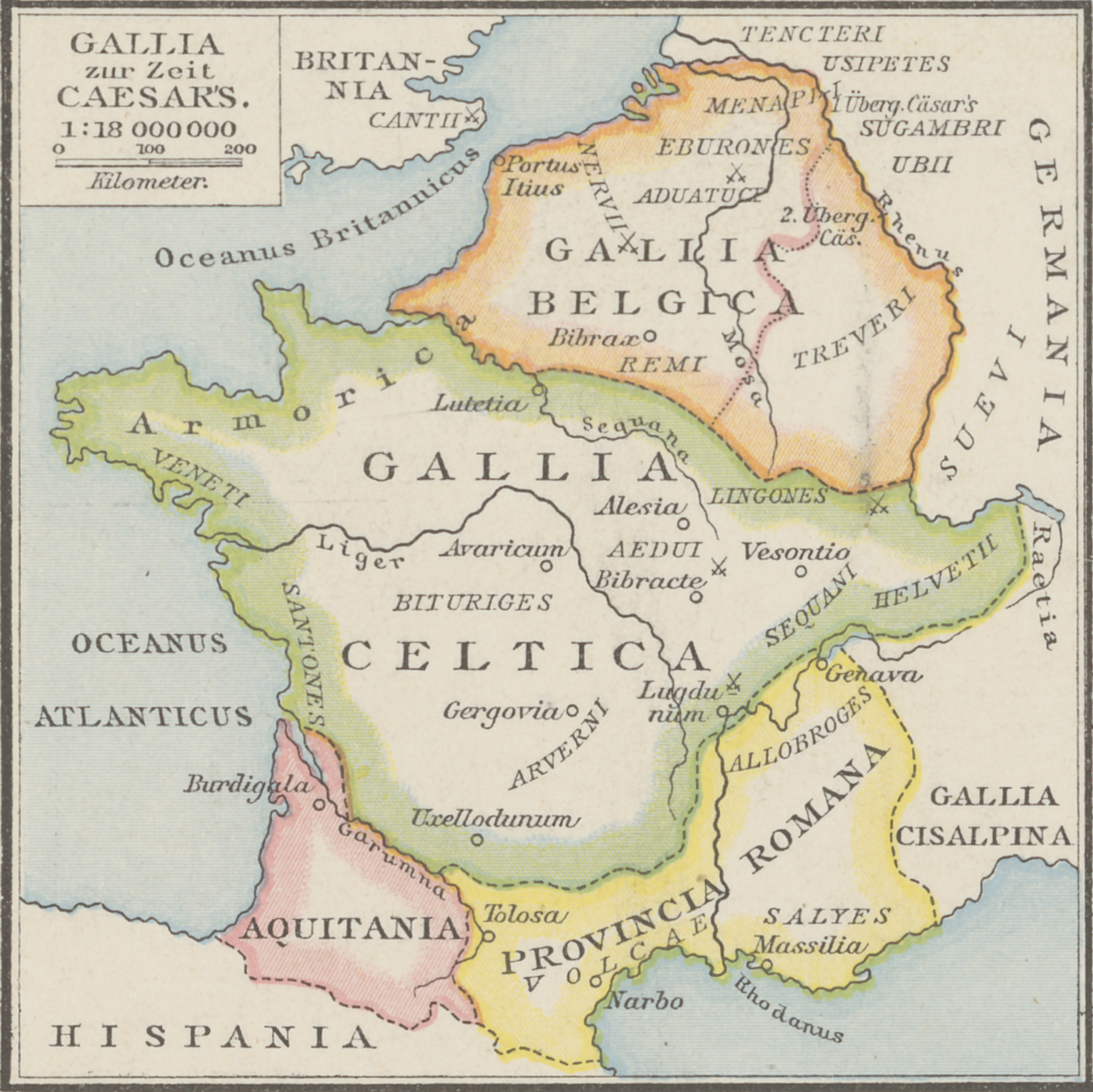
La Gaule à la veille de la conquête romaine. La narbonnaise est en jaune.

Durant la période gauloise, la région fait partie de la Celtique méditerranéenne. Vers la fin du IIIe siècle av. J.-C., un peuple celtique, les Volques, prend ses quartiers dans une région qui s'étend du Rhône à la Garonne, des Cévennes aux Pyrénées. Ses capitales sont Toulouse et Nîmes. Cependant, même si son arrivée a pu être violente, ce peuple se fond progressivement aux peuples autochtones ; les auteurs grecs de l'époque parlent dans leurs descriptions de Celto-ligures et de Celtibères. Durant ce même siècle, les Romains commencent à installer des comptoirs dans la région, exportant du vin vers la Gaule.
On assiste à une première structuration du territoire.
Les Carthaginois, qui se sont installés en Espagne, traversent par deux fois la région en vue d'attaquer l'Italie. En 123 avant J.-C., Marseille appelle Rome à l'aide pour sa défense : les Romains interviennent et, sur leur lancée, soumettent les Volques et créent la circonscription administrative nommée Provincia, ou Transalpine, qui couvre le territoire entre les Alpes et Toulouse. Une voie romaine traversant et desservant la région sera créée : la Via Domitia (voie Domitienne).

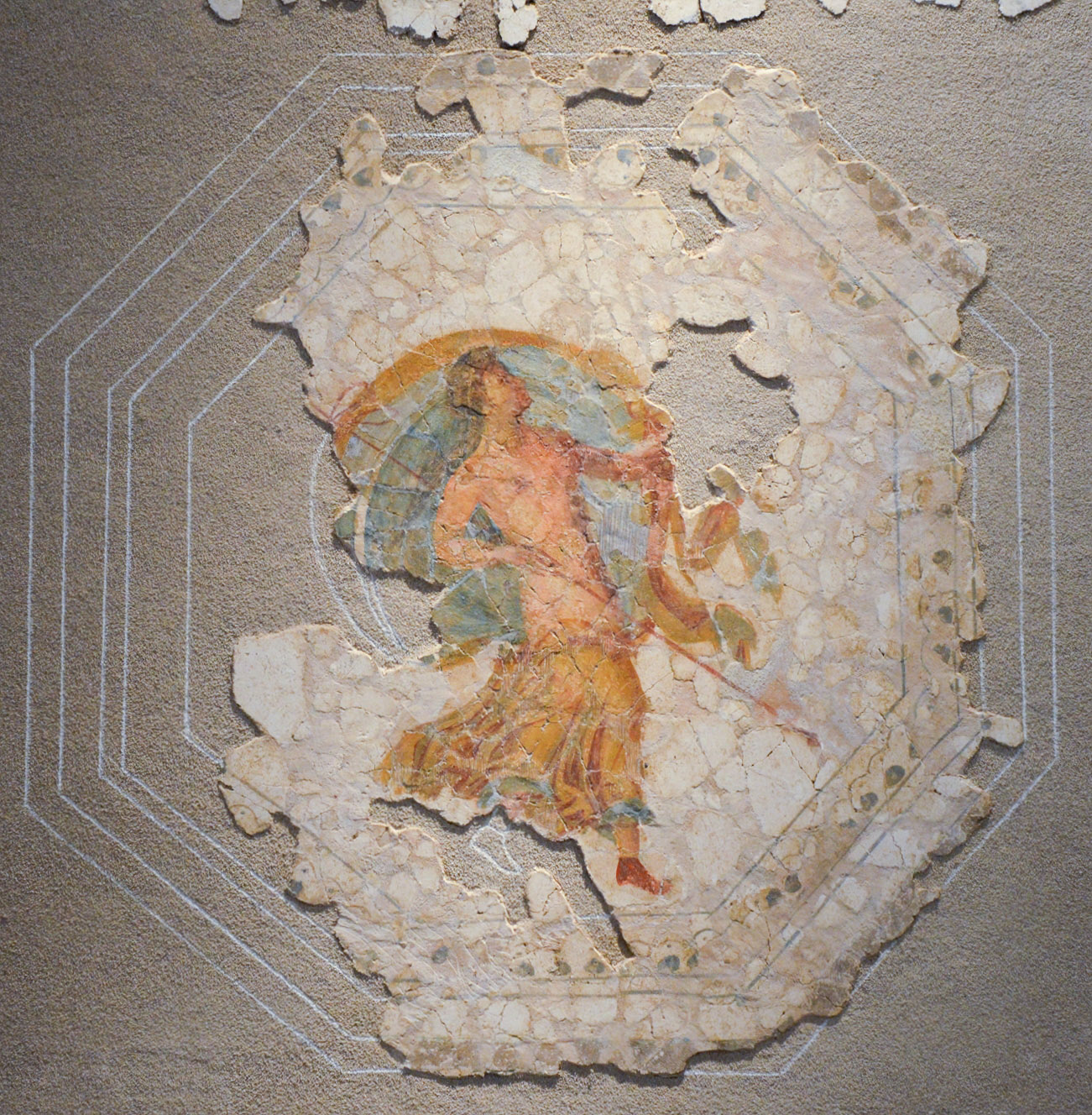
Décor de plafond de la pièce H de la « maison à Portiques » du Clos de la Lombarde, vestiges archéologiques à Narbonne.

Narbonne est créée pour pacifier la province en -118 et devient la capitale de la Narbonnaise. Cette ville, située le long de la Via Domitia, est également un port de commerce, les bateaux ayant la possibilité à cette époque de remonter l'Aude. Diodore de Sicile décrit Narbonne comme le « plus grand marché » du Midi gaulois. Durant cette même période et malgré les interdictions romaines, la viticulture se répand dans la région, notamment autour de Béziers, dont le vin devient réputé et est exporté jusqu'à Lyon, Rome et près de la Germanie.
Nîmes (Gard) est à cette époque la deuxième cité de la région, l'empereur Auguste l'élève au rang de colonie et la ceint d'un rempart ; la porte d'Auguste, l'une des ouvertures perçant ce rempart, porte la dédicace de l'empereur. Dans la ville, plusieurs édifices sont attachés à des cultes liés aux empereurs romains et à leur famille : la Maison carrée, un augusteum, etc. Pour amener suffisamment d'eau dans la cité, un aqueduc d'environ 50 km est réalisé depuis une source près d'Uzès jusqu'au château d'eau de Nîmes : l'un de ses tronçons particulièrement connu de nos jours est le pont du Gard. Bientôt, dans la ville, est construit l'amphithéâtre aujourd'hui nommé « arènes de Nîmes » et qui peut accueillir jusqu'à 23 000 spectateurs.

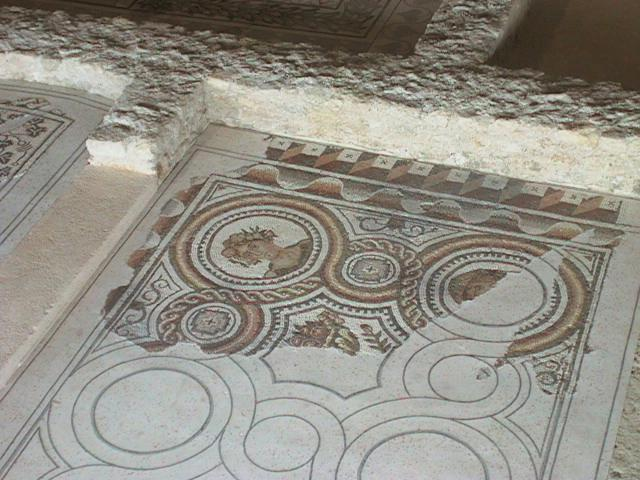
Mosaïque de la villa gallo-romaine de Loupian (Hérault).

D'autres cités connaissent un essor dans la région, notamment celles qui sont desservies par la voie Domitienne. Des villas gallo-romaines, qui sont des domaines agricoles, centres artisanaux et maisons de campagne pour leurs riches propriétaires, se développent ailleurs sur le territoire, notamment dans les plaines.
Il existe à cette époque un réel métissage des cultures ; un ex-voto en plomb du IIe siècle découvert dans les thermes d'Amélie-les-Bains présente même des écrits mêlant celte, ibère et latin au moyen de caractères grecs et latins.
La région, comme le tiers de la Gaule, est christianisée par saint Sernin (Saturnin), d'origine grecque, qui fut martyrisé en 250 à Toulouse, attaché à un taureau prévu pour un sacrifice païen.
Des raids de Germains commencent à toucher la région à partir du IIIe siècle, mais en moindre part que dans le reste de la Gaule ; des murailles défensives sont construites autour des cités, qui se resserrent vers leur centre, les faubourgs étant délaissés. Les villas gallo-romaines se développent. En parallèle, les axes d'échanges à travers l'Europe se modifient : celui qui passait par Narbonne se voit moins fréquenté, le couloir rhodanien prenant le pas sur lui. La Provincia est divisée en trois parties à la fin du IIIe siècle, laissant place à la Viennoise, la Narbonnaise Première — qui correspond à peu près au Languedoc-Roussillon actuel et dont la capitale est Narbonne — et la Narbonnaise Seconde.

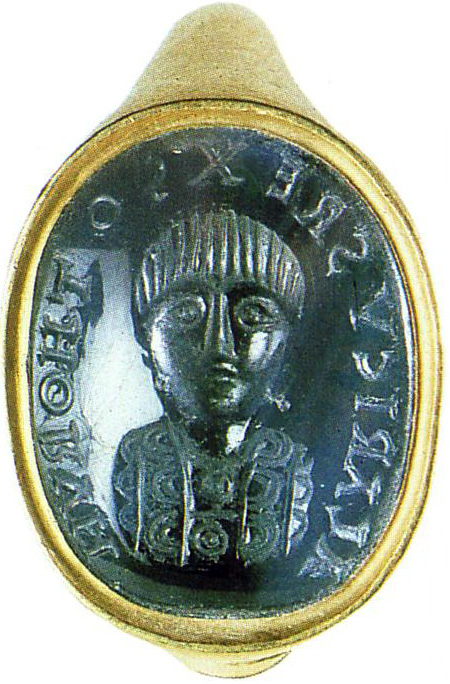
« Alaricus Rex Gothorum ». Anneau sigillaire d'Alaric II, roi des Wisigoths de 484 à 507. Conservé à Vienne, Kunsthistorisches Museum.

Au début du Ve siècle, a lieu l'invasion des Vandales, qui se dirigent cependant jusqu'au sud de l'Espagne. Quelques années plus tard, les Wisigoths s'imposent. Les Romains leur abandonnent la garde du territoire. S'ils avaient d'abord envisagé d'éliminer toute trace de l'Empire romain, les Wisigoths ont finalement décidé de se servir de ce que les Romains avaient mis en place pour constituer leur État. Le royaume wisigoth occupe bientôt le tiers sud de la Gaule, puis l'Espagne. Toulouse devient leur capitale. Les Wisigoths ont adopté l'arianisme, courant de pensée théologique due à Arius, et considéré comme une hérésie par les catholiques. Ils ont également amenés avec eux une culture qui enrichira celle des peuples conquis. Le document appelé plus tard « bréviaire d'Alaric », dû à Alaric II, est une version allégée et modernisée par les Wisigoths du code théodosien, le dernier grand code romain. Clovis, roi des Francs, combat les Wisigoths et les bat à la bataille de Vouillé en 507. Les Wisigoths perdent leur capitale Toulouse et se replient sur l'Espagne et la Septimanie (qui correspond à peu près aux actuels Languedoc méditerranéen et Roussillon) qui restent wisigothes jusqu'à la conquête musulmane de la péninsule Ibérique en 711.

## Moyen Âge
Cette province fut temporairement dominée par les Maures. Ils tiennent Narbonne de 719 à 759 et instaurent une domination jusqu'à Nîmes, mais à la même époque, en 732, Charles Martel, souverain du royaume des Francs, vainc l'émir Adb ar-Rahman al-Gafiqi près de Poitiers. Une révolte en Afrique du Nord occupe alors l'émir d'Espagne qui ne peut aider le wali (gouverneur) de Septimanie à se défendre contre les poursuites de Charles Martel. En 752, le territoire de Narbonne est dévasté, tandis que Pépin le Bref attaque par l'est ; après des tractations à Narbonne, la population de cette cité massacre la garnison maure qui y était assiégée et l'année 759 marque la fin de la Septimanie arabe. La province est ensuite conquise par Charlemagne, qui la nomma marche de Gothie, incluse dans le royaume d'Aquitaine créé en 778. Ce vaste territoire englobant tout le Sud, du Rhône à l'Atlantique, en vue de fédérer la reconquête hispanique avec pour capitale Toulouse sera légué par Charlemagne à un de ses fils en 781. L'administration en est confiée aux comtes de Toulouse.
Au cours de cette période, des réfugiés musulmans qui fuyaient l'Espagne de la Reconquista, et plus tard l'Inquisition, firent souche dans le Languedoc et dans le Roussillon.
À l'époque féodale eut lieu une grande fragmentation politique : les comtés de Roussillon et de Cerdagne, de langue catalane passèrent dans l'orbite des comtés de Barcelone, devenus royaume d'Aragon, alors que les vicomtés du nord (Carcassonne, Béziers, Nîmes, Agde) passèrent sous la domination de la maison Trencavel.
Une unité territoriale du Nord fut réalisée par les comtes de Toulouse, notamment sous Raimond IV, dit Raimond de Saint-Gilles (1042-1115), qui atteindra par mariage l'objectif d'unification en agrandissant son État des comtés de Rouergue, de Nîmes, de Narbonne, du Gévaudan, d'Agde, de Béziers et d'Uzès.
Après la croisade contre les Albigeois, à la suite de l'extinction de la dynastie des comtes de Toulouse à la mort de Jeanne, fille de Raymond VII, le Languedoc est rattaché au royaume de France en 1271.
La région est administrée pour le compte du roi de France en trois sénéchaussées : Toulouse, Carcassonne et Beaucaire.
De là naît le Languedoc royal, qui va persister jusqu'à la Révolution française. Il va conserver ses coutumes, sa langue et une administration spécifique.
Le traité de Corbeil de 1258 a déjà entériné la division au Sud : les Corbières formèrent la frontière entre le royaume de France et le royaume d'Aragon. Seule unité à cette époque entre Bas-Languedoc et Roussillon-Cerdagne : la province ecclésiastique de Narbonne, de laquelle dépendaient les évêchés de Béziers, d'Elne, de Saint-Pons-de-Thomières, de Saint-Papoul, de Maguelone, de Nîmes, d'Uzès, d'Agde et de Mende. Le royaume de Majorque qui exista aux XIIIe siècle rassemblait le comté de Roussillon, le comté de Cerdagne et la seigneurie de Montpellier.
Montpellier fut vendu au roi de France en 1349 et Majorque annexée par les rois d'Aragon.

## Temps modernes

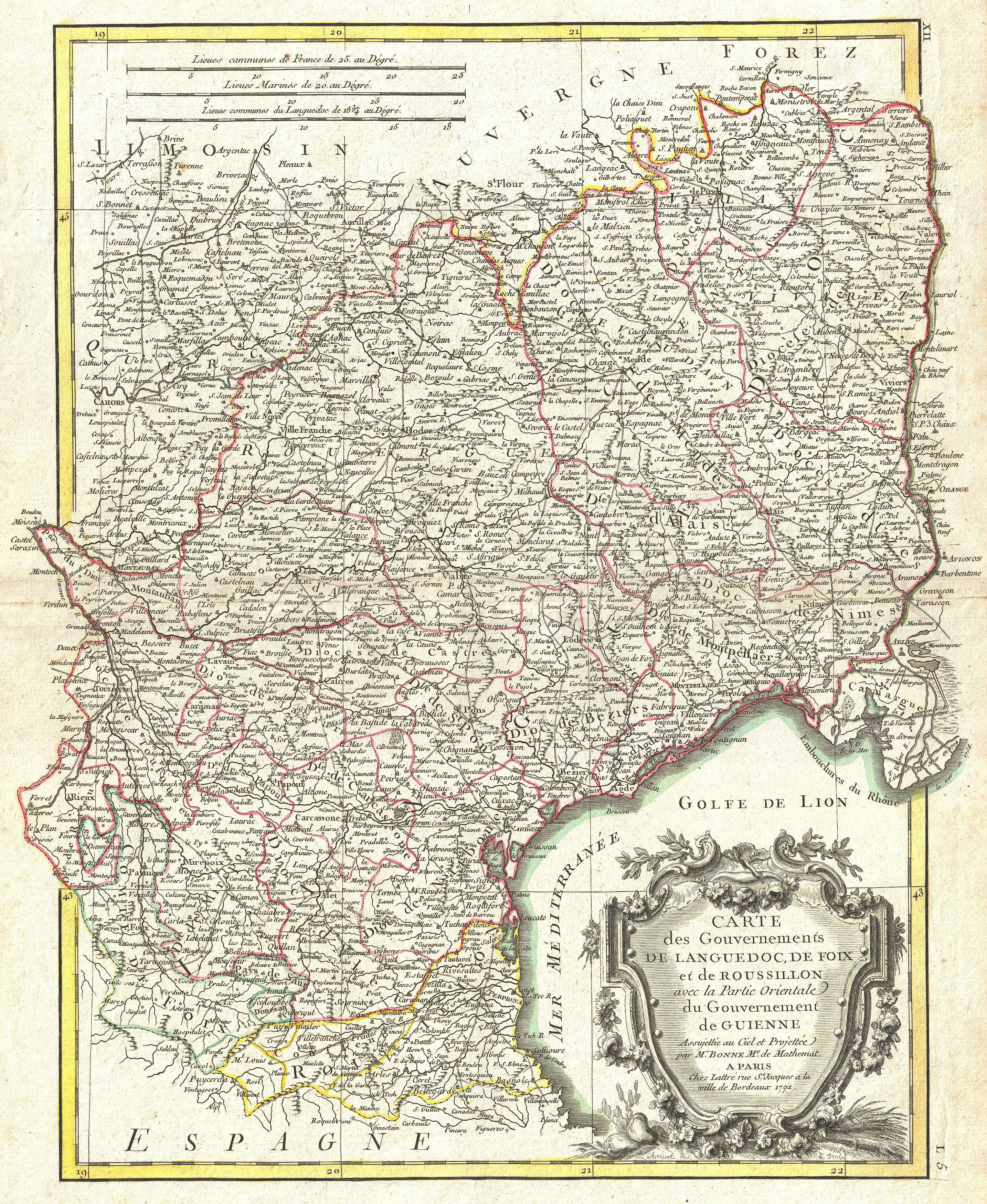
Carte des gouvernements de Languedoc, de Foix et de Roussillon par Rigobert Bonne (1727-1795), Paris, vers 1783.

En 1659 le traité des Pyrénées rattacha le Roussillon et le nord de la Cerdagne au royaume de France, mais les provinces de Languedoc et de Roussillon restèrent séparées administrativement. Le Languedoc est une province d'État avec ses propres États provinciaux. Au sein des Etats de Languedoc, les trois ordres sont représentés (noblesse, clergé, tiers-état). Sous le règne de Louis XIV, l'intendant Basville avec la participation des États permet le développement des haras, une administration créée par le surintendant des finances Colbert. Mais cette expérience n'aura pas de succès. Les éleveurs préférant faire saillir leurs juments par des ânes plutôt que par des étalons fournis par l'administration. En effet, les mulets sont plus rapidement vendus que les chevaux car ils sont plus utiles à l'économie.
Au milieu du XVIe siècle, les régions de Nîmes, de Montpellier et des Cévennes sont touchées par le protestantisme d'où découlera de terribles guerres de religion avec la mise à sac des églises. L'édit de Nantes promulgué par Henri IV en 1598 signifiera le retour au calme. Mais après son assassinat en 1610, les tensions vont crescendo (guerres de Rohan notamment). Au milieu du XVIe siècle la situation redevient très tendue et la révocation de l'édit de Nantes par Louis XIV en 1685 marque le début de la clandestinité pour les protestants durant cent ans. Tous leurs temples sont démolis. Des forts sont érigés notamment à Montpellier, Nîmes et Alès afin de contrôler les bastions protestants. De 1702 à 1704 c'est la révolte plus connue sous le nom de guerre des camisards. Cependant, tous les protestants n'approuvent pas les méthodes violentes envers les catholiques et le pouvoir royal. Tout au long du XVIIIe siècle, quelques groupes pacificateurs prêchent entre Nîmes et Montpellier et le village de Congénies verra même la constitution d'une communauté quaker unique en Europe continentale à partir de la seconde moitié du XVIIIe (fondation officielle en 1788 ) ; puis ce seront les méthodistes anglais qui s'installeront à leur tour dans cette localité à partir de 1820…

## Époque contemporaine
Lors du découpage des régions, le choix de séparer le Languedoc en deux entités totalement distinctes (Languedoc-Roussillon d'une part et Midi-Pyrénées d'autre part) a largement affaibli le rayonnement de ce territoire et sa cohérence géographique. Des régions comme le Nord de l'Aude regardent vers Toulouse, alors que l'influence de Montpellier est nettement marquée sur le Sud de l'Aveyron, notamment sur la région millavoise. Même si le découpage administratif actuel ainsi que la proximité géographique assure une certaine influence à Montpellier sur les Pyrénées-Orientales, ce département reste pour des raisons historiques tourné vers la Catalogne espagnole et la ville de Barcelone. L’eurorégion Pyrénées Méditerranée (Catalogne, îles Baléares, Languedoc-Roussillon-Midi-Pyrénées) semble à ce titre une initiative particulièrement pertinente, capable de redonner de la cohérence à un territoire contrasté sur lequel aucune ville ne peut se targuer d'une influence déterminante en matière économique ou culturelle comme cela peut être observé dans d'autres régions françaises.
Le nom de Languedoc-Roussillon est choisi au détriment de celui de la Septimanie, nom de la région de l'époque romaine jusqu'au début du Moyen Âge. Le nom de Languedoc-Roussillon, comme celui de Midi-Pyrénées, n'a d'ailleurs pas d'existence historique. L'usage adopté par le Conseil régional consiste à dénommer la région « Septimanie-Languedoc-Roussillon ». La Préfecture de région continue à parler de « région Languedoc-Roussillon ».
En 1993, la région organise les Jeux méditerranéens.